# Cheiracanthium nickeli
Espèce
Cheiracanthium nickeli est une espèce d'araignées aranéomorphes de la famille des Cheiracanthiidae.

## Distribution
Cette espèce est endémique de Mauritanie.

## Description
Le mâle holotype mesure 3,0 mm.

## Étymologie
Cette espèce est nommée en l'honneur de H. Nickel.

## Publication originale
- Lotz, 2011 : The genus Cheiracanthium (Araneae: Miturgidae) in the Afrotropical region. 3. Description of four new species. Navorsinge van die Nasionale Museum Bloemfontein, vol. 27, p. 21-36.